# Tomasz Bujok (samorządowiec)
Tomasz Marcin Bujok (ur. 16 października 1978 w Wiśle) – polski samorządowiec, strażak-ochotnik i luterański działacz kościelny. Od 2014 burmistrz Wisły.

## Życiorys
Absolwent Technikum Budowlanego w Cieszynie na kierunku dokumentacja, oraz studiów inżynierskich z zakresu ochrony środowiska na Akademii Techniczno-Humanistycznej w Bielsku-Białej.
W latach 2000–2013 pracował w firmie Eko-Groń (w tym jako dyrektor), od 1999 prowadzi także własną Firmę Usługowo-Handlową Tomix.
W 2002 został wybrany do Rady Miasta, w kolejnej kadencji (od 2006) został jej przewodniczącym.
W 2010 kandydował na radnego po raz trzeci (Komitet wyborczy: KWW Działajmy Razem), kolejny raz dostając się do Rady Miasta.
W 2014 po raz pierwszy wybrany na burmistrza (z ramienia KWW „Wiślanie”). W 2018 ponownie wygrał wybory na burmistrza, w których jako jedyny kandydat uzyskał 92,36% głosów. Po raz trzeci został wybrany na burmistrza Wisły w wyborach samorządowych w 2024 roku.
Członek Kościoła Ewangelicko-Augsburskiego w RP. Od 14 roku życia organista w parafii w Wiśle-Głębcach. Od 2012 roku kurator diecezji cieszyńskiej.
Strażak Ochotniczej Straży Pożarnej, Prezes Zarządu Oddziału Miejskiego Związku Ochotniczych Straży Pożarnych RP w Wiśle.